# Maik Baumgarten
Maik Baumgarten (* 26. April 1993 in Eisenach) ist ein deutscher Fußballspieler.

## Karriere
2006 ging Baumgarten vom ESV Gerstungen zu Rot-Weiß Erfurt. Bei den Erfurtern durchlief er die restlichen Jugendabteilungen. Ab der Saison 2010/11 wurde er bei den in der Dritten Liga spielenden Profis eingesetzt. Im Sommer 2012 unterschrieb er einen bis 2015 geltenden Profivertrag. Baumgarten wurde auch bei den in der Fußball-Oberliga Nordost spielenden Amateuren von Rot-Weiß Erfurt eingesetzt. Mit Ende der Spielzeit 2014/15 lief der Vertrag aus; Baumgarten und RW Erfurt konnten sich nicht auf eine Vertragsverlängerung einigen.
Zur Saison 2015/16 wechselt Baumgarten zu Hansa Rostock. Für die Hanseaten bestritt er 13 Ligaspiele und erzielte dabei ein Tor. Ende August 2016 lösten Baumgarten und Hansa Rostock den noch weiterhin gültigen Vertrag auf. Zwei Monate später kehrte er zu seinem ehemaligen Klub Rot-Weiß Erfurt zurück.
Zu Ende der Transferperiode am 31. Januar 2018 unterschrieb Baumgarten einen bis Saisonende laufenden Vertrag beim KSV Hessen Kassel.

## Erfolge
- Thüringer Landespokalsieger: 2016/17 mit dem FC Rot-Weiß Erfurt